# Мавзолей Саида Аллауддина
Мавзолей Саида Аллауддина — один из древних архитектурных памятников города Хивы в Узбекистане. Возведён над погребением известного суфийского шейха Сайида Алауддина (ум. 1303).
Здание мавзолея прилегает к восточным стенам Медресе Матнияз Диван-беги. Усыпальница с куполом и уникальным майоликовым надгробием датируются первой половиной XIV века, а в XVII веке была пристроена зиаратхона. Архитектура этих сооружений многообразна. По распоряжению Аллакули-хана в 1825 году памятник был капитально отремонтирован.

## Галерея

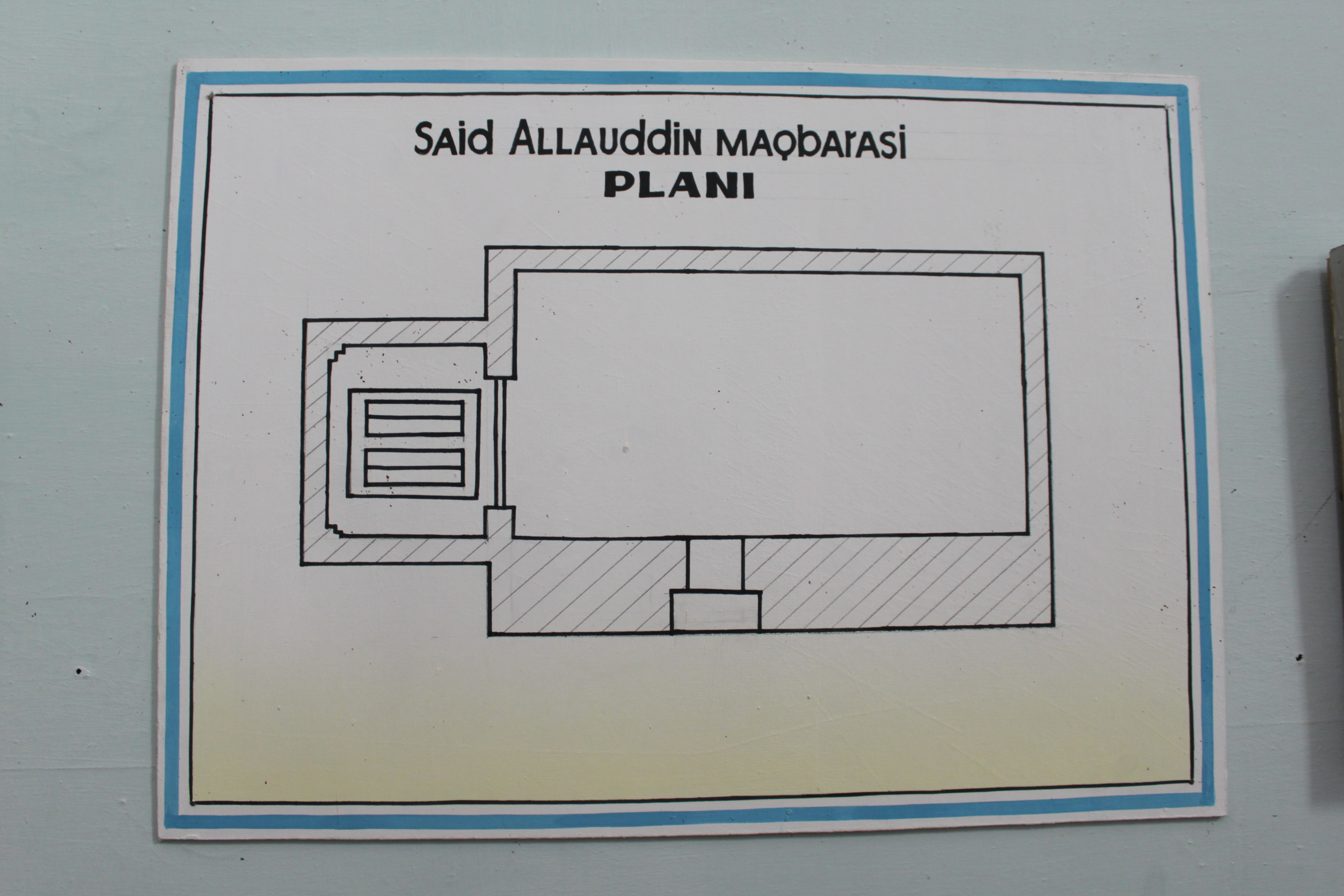
Карта.
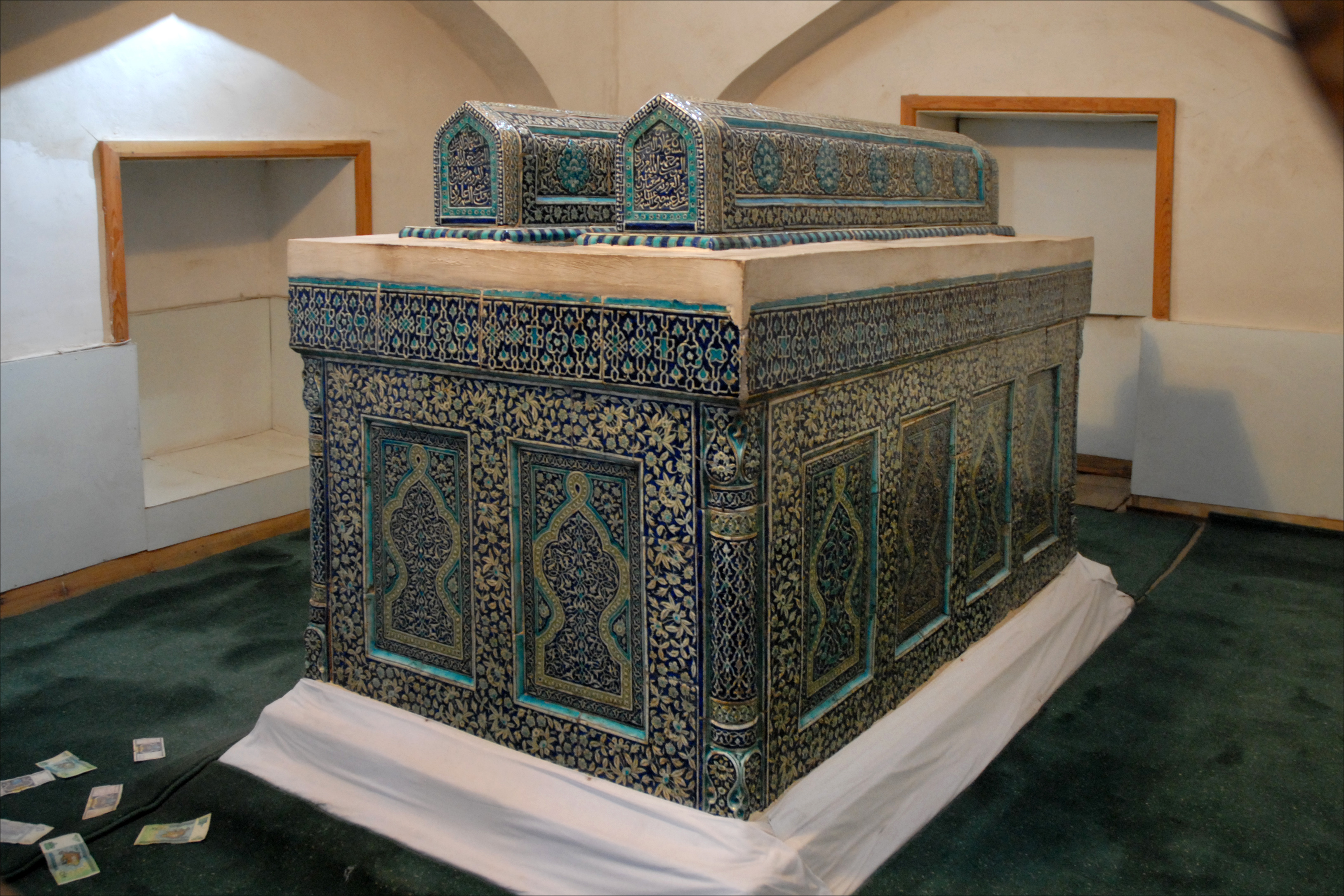
Усыпальница.
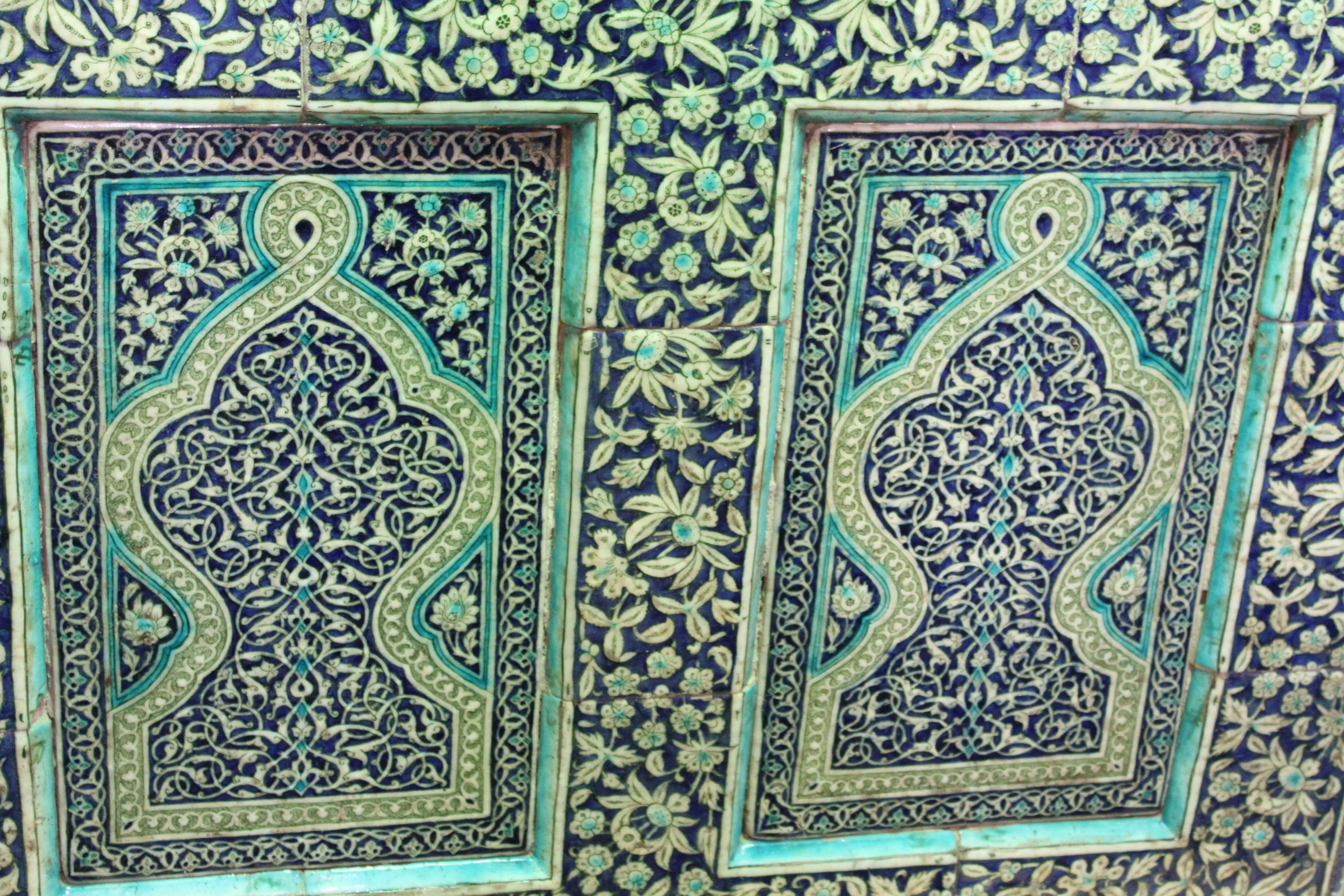
Деталь усыпальницы.